# Borne milliaire de Bruère-Allichamps
La borne milliaire de Bruère-Allichamps est un milliaire romain visible à Bruère-Allichamps (Cher), en France, remployé en sarcophage au haut Moyen Âge. Il est aménagé en colonne monumentale sur la place de l'ancien village de Bruère, à la fin du XVIIIe siècle, et est alors censé marquer le centre géographique de la France.
Elle fait partie des rares bornes antiques indiquant trois voies différentes, ici vers d'autres stations de la cité des Bituriges Cubes, un peuple gaulois romanisé.

## Localisation actuelle
La borne est située sur la commune de Bruère-Allichamps à l'intersection de la route départementale D2144 reliant Bourges à Montluçon, et de la route départementale 92. Elle se trouve à quelques kilomètres au nord de l'abbaye de Noirlac.

## Description
Le monument actuel se compose d'une petite plateforme élevée de trois marches portant un piédestal sur lequel est dressée la borne, couronnée par une tablette moderne moulurée. 
La borne elle-même est constituée d'un bloc de calcaire dont la section circulaire d'origine se devine sous les retailles faites au moment de sa transformation en sarcophage. Sans beaucoup de précisions, elle aurait 2 m de hauteur pour 0,60 m de profondeur, d'après le dossier de classement de 1909.
L'inscription latine, dont certains caractères ne sont plus lisibles, est au sommet de la colonne, et porte sur trois lignes :
Pio] Felici Aug(usto) trib(unicia) p(otestate) co(n)s(uli) III / p(atri) p(atriae) proco(n)s(uli) Avar(ico) l(eugas) XIIII / Med(iolanio) l(eugas) XII Ner(iomago) l(eugas) XXV
La traduction française en est :
« ... le pieux, heureux, auguste tribun, consul pour la troisième fois, père de la patrie, proconsul, à 14 lieues de Avaricum (Bourges), à 12 lieues de Mediolanum (Châteaumeillant), et à 25 lieues de (Aquae) Neri (Néris-les-Bains). »
Les distances sont indiquées en lieues gauloises ; il s’agit plus exactement d'une borne leugaire. Sans que ce soit exceptionnel, elle fait partie des rares bornes à avoir une triple mention de distances.

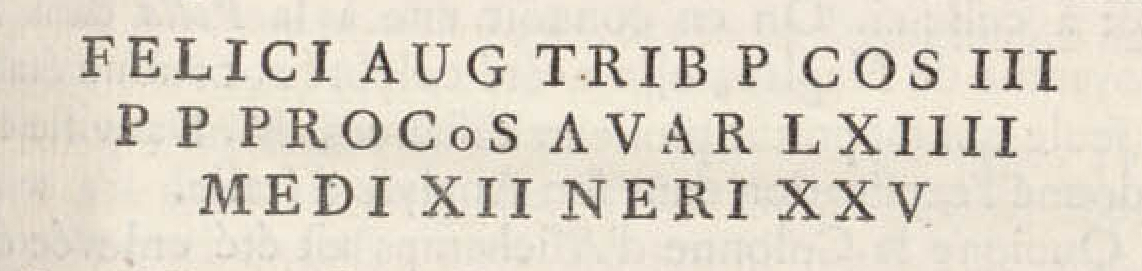
Lecture du comte de Caylus, en 1759. Les distances ont depuis été rectifiées : lire MED L XII NER L XXV à la dernière ligne.

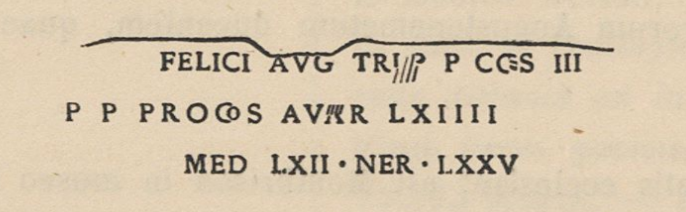
Lecture de l'inscription publiée dans le CIL XIII en 1907.

## Historique

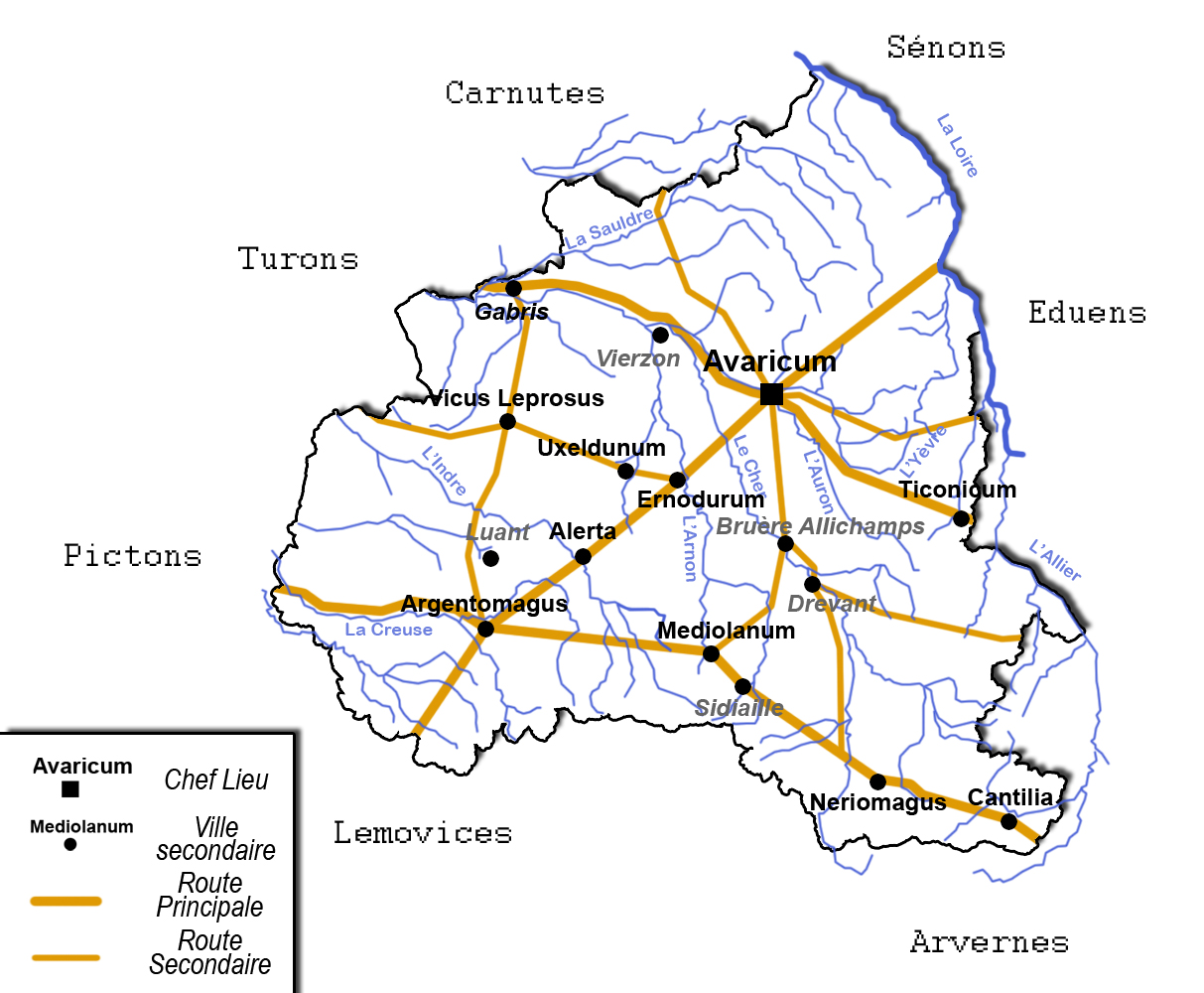
Le territoire des Bituriges Cubes.

### Du milliaire au sarcophage
Cette borne milliaire du territoire des Bituriges Cubes (les trois destinations font partie de cette cité), placée au carrefour des voies romaines à la périphérie du vicus d'Allichamps, date probablement du IIIe siècle. Entre la fin du IVe siècle et le IXe siècle, elle a été creusée pour servir de sarcophage chrétien. 

« Durant le haut Moyen Âge, les bornes ont été particulièrement recherchées comme sarcophages ; sans doute offraient-elles l'avantage de ne nécessiter qu'un retaillage. On peut se demander si les milliaires ne bénéficiaient pas du prestige de l'objet écrit à une époque où, de surcroît, on attribuait une valeur religieuse à tous les témoins du passé romain. »

— François Jacques (p. 284)

### Les fouilles de Pajonnet
En 1757, elle est dégagée par le prieur François Pajonnet, au lieu-dit les Varnes, lors de fouilles qu'il y réalise depuis 1750. On la localisera alors dans un champ nommé Elisii Campi, qui se révélera faire partie d'une vaste nécropole gallo-romaine et mérovingienne près du prieuré Saint-Étienne d'Allichamps.

### De la colonne municipale au classement
Elle est transportée en 1799, à l'initiative du duc Béthune-Charost, sur la place de la nouvelle commune de La Celle-Bruère (Bruère et Allichamps ont fusionné en 1884). 
Une plaque apposée sur le socle du piédestal en fait un récit approximatif :
« 
Borne milliaire du IIIe siècle, convertie en sarcophage au Ve siècle, découverte dans le cimetière d'Allichamps en 1757, érigée à cet emplacement en 1799 par le duc de Charost. La tradition désigne ce monument comme centre de la France. 

Plaque apposée le 23 mai 1950 par le Touring Club de France. »
Pour être précis, c'est bien le duc qui avait l'intention d'organiser ce transport dès 1789, mais les «évènements» ont retardé ce projet de dix ans ; c'est alors le citoyen Béthune-Charost qui était autorisé à organiser et à financer ce transport.
La borne est classée au titre des monuments historiques en 1909.

### Un second milliaire, disparu celui-là

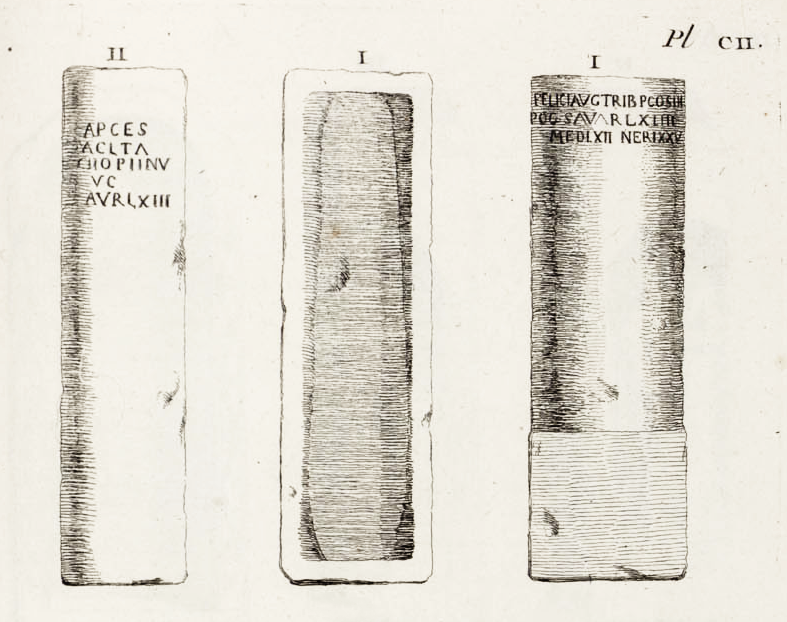
Dessins par le comte de Caylus des milliaires CIL 17-02, 489 (n° I - les deux de droite) et CIL 17-02, 488 (n° II - celui de gauche, perdu).

De Caylus mentionne une seconde borne milliaire similaire, découverte dans les mêmes circonstances que la première. Datée de Tacite, elle est numérotée comme marquant 13 lieues gauloises depuis Avaricum. Son texte est reporté dans le Corpus sous le numéro CIL 17-02, 00488 (cf. Gerold Walser, page 177). Cette seconde borne n'a pas été retrouvée par Buhot de Kersers, lors de sa prospection plus de cent ans plus tard, et est considérée comme disparue.
La Carte archéologique de la Gaule signale, par ailleurs, de très nombreux cas de réemplois antiques dans la nécropole, dont certains ont disparu avant d'avoir été précisément identifiés.

## Analyse
Le libellé de l'inscription est mutilé : il manque le début de la titulature de l'empereur en fonction, à la date de la pose. Lors de la transformation en sarcophage, la colonne originale a été raccourcie, et la partie supprimée contenait les premières lignes du texte. 
En 1759, le Comte de Caylus constatait que le titre de felix qu'on lit dans l'inscription n'a commencé à être donné aux empereurs que sous Commode. Comme l'inscription mentionne un empereur qui a été trois fois consul, il pourrait s'agir de Septime Sévère, de Caracalla, d'Héliogabale ou bien de Sévère Alexandre, qui tous ont été trois fois consuls.
Toutefois, en 1974, François Jacques conclut son étude épigraphique régionale avec « une forte présomption » pour une datation du milliaire en 237, sous Maximin. L'auteur rappelle, au passage, que le nom de Felix a souvent été attribué à cet empereur, ainsi que la formule trib. p. cos. III. Il ajoute, à propos de ce dernier :
« Maximin le Thrace a donc mené une active politique de restauration routière en Aquitaine et en Lyonnaise, et particulièrement chez les Bituriges Cubi ; le coût de ces travaux ne fut sans doute pas étranger à ses exigences fiscales, si peu appréciées des populations civiles de l'Empire »
F. Jacques note aussi que le décalage de distance, inférieure dans chaque direction d'environ 2 km à ce que l'on devrait trouver sur le milliaire, peut s'expliquer par l'emploi de la grande lieue gauloise de 2,415 km (et non pas de celle de 2,223 km).

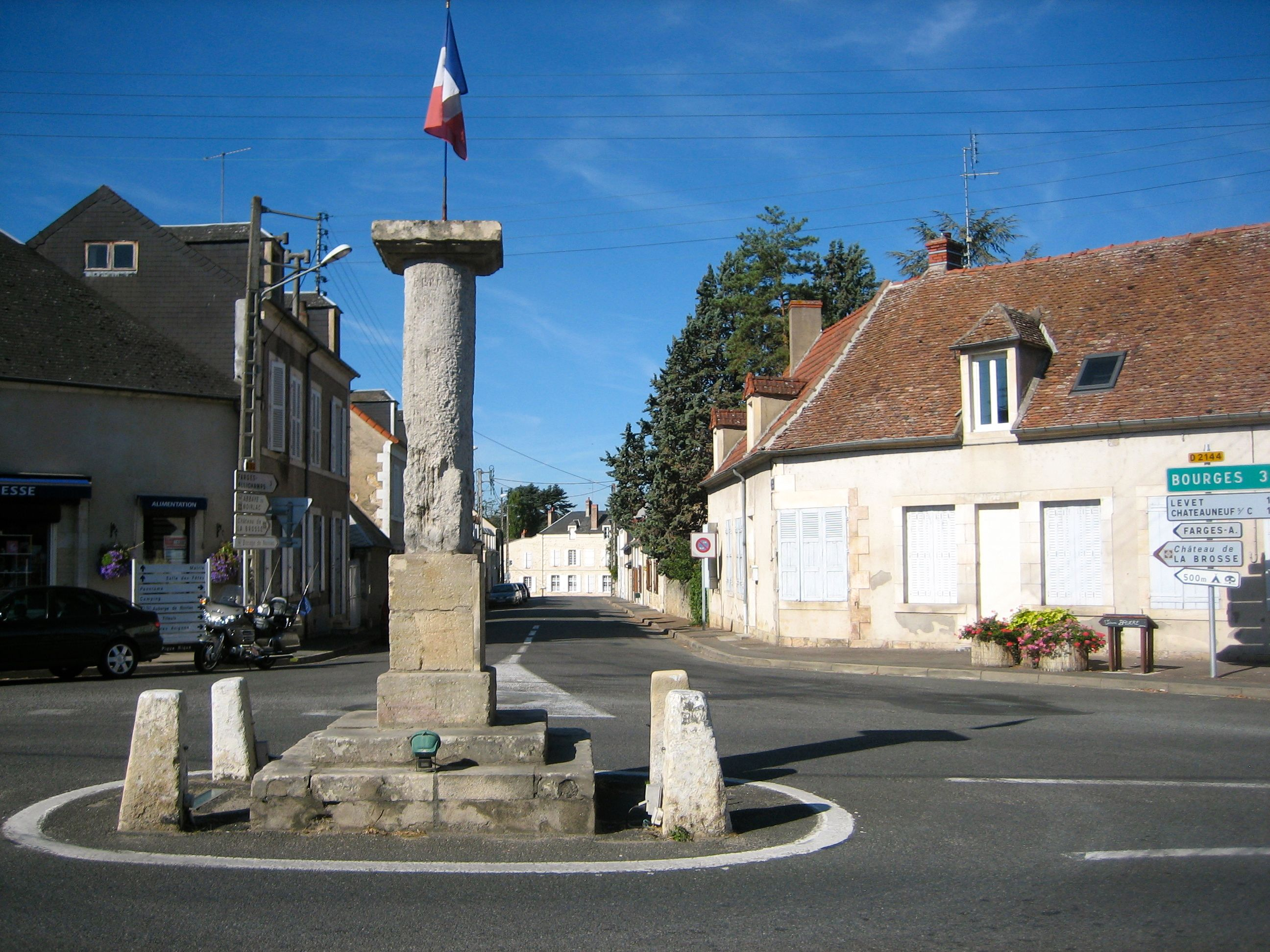
Vue vers la rue du Pont qui est à l'ouest.
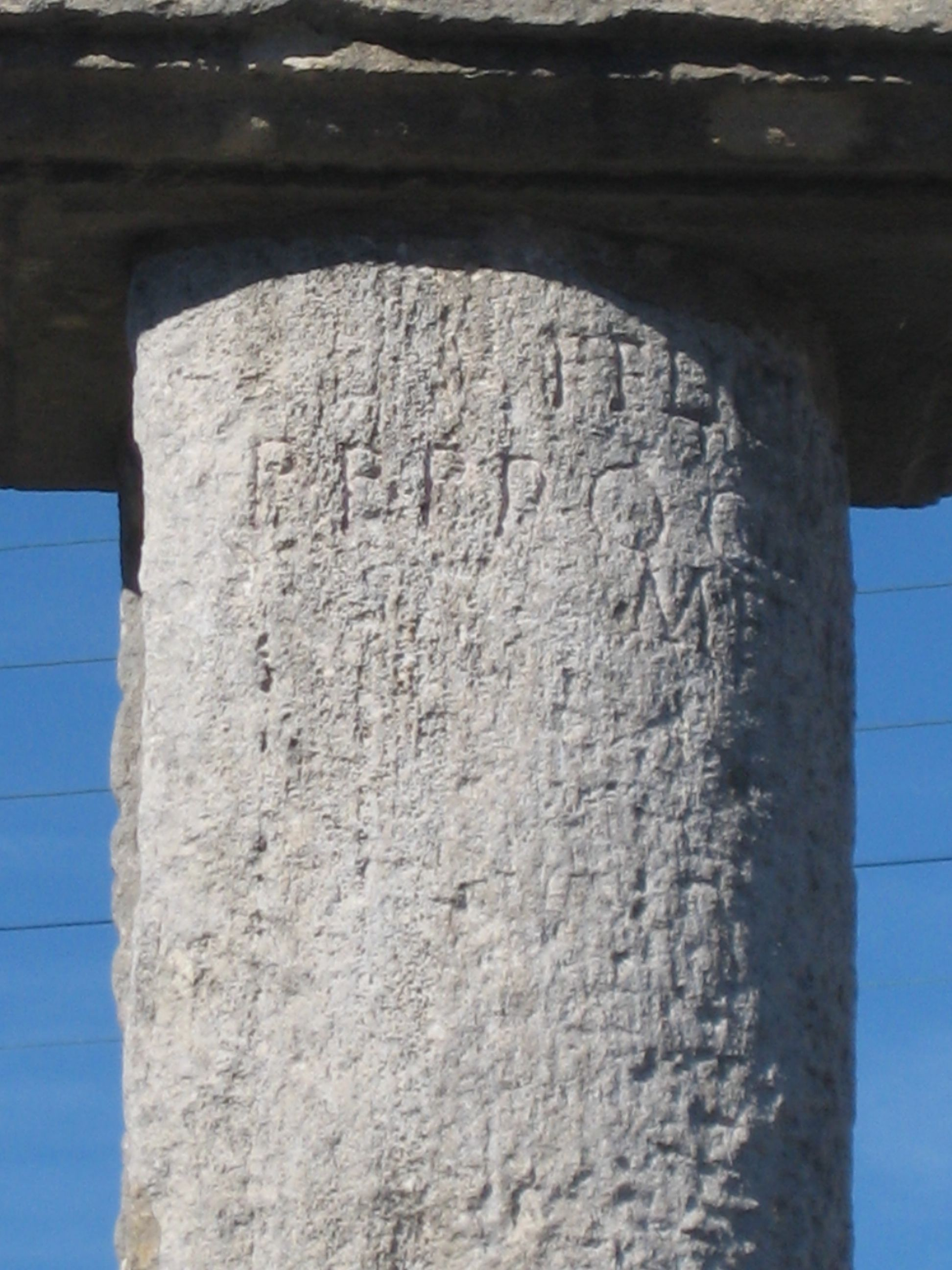
Haut du fut.
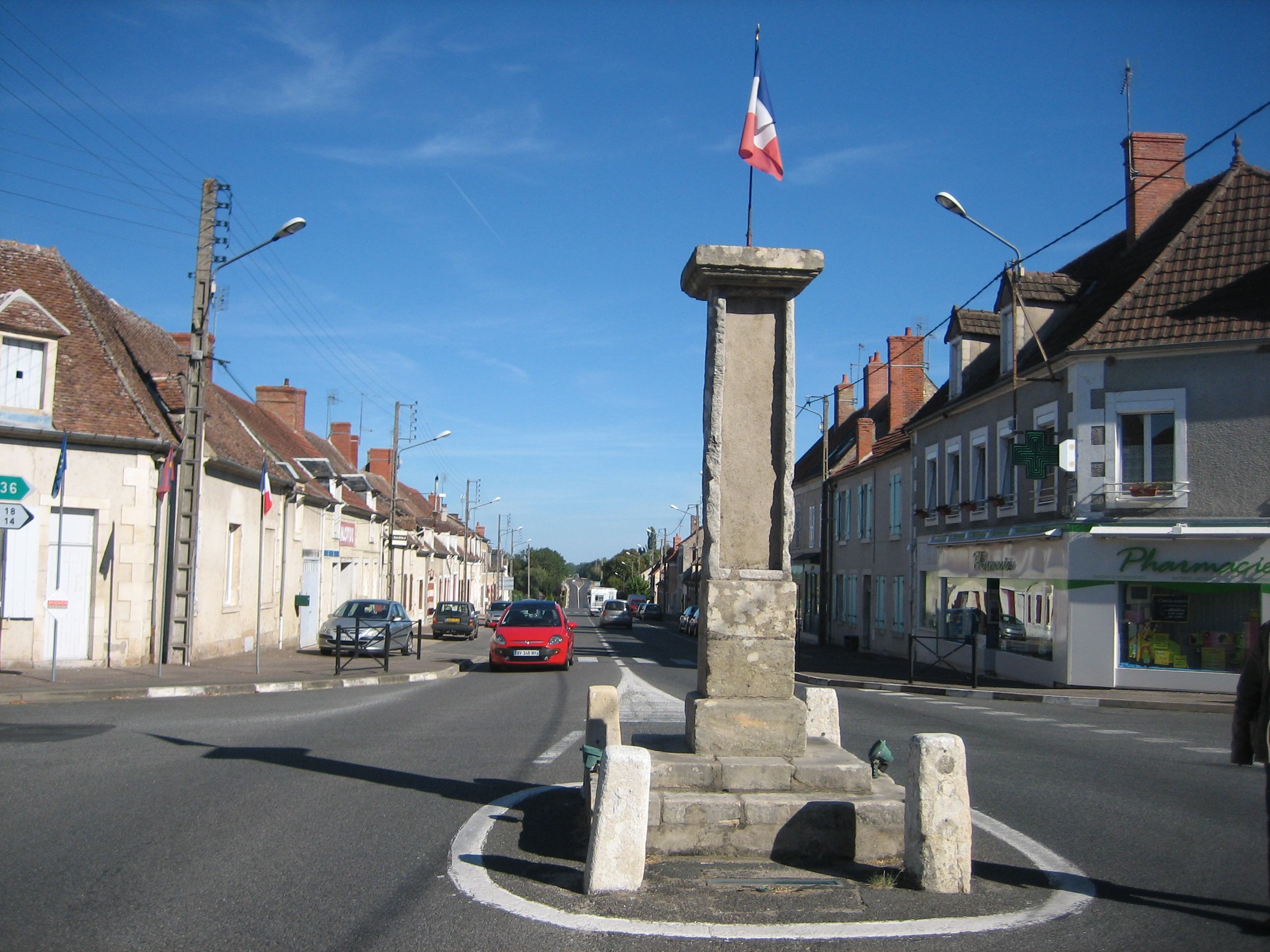
Vue vers la route de Bourges qui est plein Nord.